# Der Manchurian Kandidat
Der Manchurian Kandidat (Originaltitel: The Manchurian Candidate) ist ein Politthriller aus dem Jahr 2004 von Jonathan Demme mit Denzel Washington in der Hauptrolle.
Es ist eine Neuverfilmung des 1962 erschienenen Spielfilms Botschafter der Angst und basiert auf dem damaligen Drehbuch von George Axelrod und der 1959 veröffentlichten Romanvorlage The Manchurian Candidate (deutscher Buchtitel: Botschafter der Angst) von Richard Condon.

## Handlung
Kuwait während des Golfkriegs 1991: Ein von Captain Bennett Marco befehligter Spähtrupp gerät in einen Hinterhalt und scheint dem Tode geweiht. Doch Sergeant Raymond Shaw kann in einem heldenhaften Alleingang den Feind ausschalten und die meisten seiner Kameraden retten. Dafür wird er später mit der Medal of Honor ausgezeichnet.
Rund 15 Jahre später sind die USA geprägt von Terrorangst und der dadurch verursachten Einschränkung der Bürgerrechte. Raymond ist inzwischen Abgeordneter im Kongress der Vereinigten Staaten und dank seiner machtbesessenen Mutter, der Senatorin Eleanor Prentiss Shaw, sowie seiner militärischen Verdienste in einer aussichtsreichen Position für den Posten des zukünftigen Vizepräsidenten der Vereinigten Staaten.
Marco hingegen wird nachts von Albträumen geplagt. Die Ärzte diagnostizieren das Golfkriegssyndrom, doch Marco glaubt nicht an eine psychische Ursache. Seine Träume erscheinen ihm zu real und er zweifelt seine Erinnerungen an den Vorfall in Kuwait an, da er sich zwar daran erinnert, aber nicht fühlt, es getan zu haben. Auch Al Melvin aus seiner ehemaligen Truppe plagen ähnliche Albträume. Marco will herausfinden, was 1991 tatsächlich passiert ist. Der einzige, der ihm Glauben schenkt, ist der Wissenschaftler Delp.
Durch eine bei Delp durchgeführte Elektroschocktherapie findet Marco heraus, dass sein Konvoi im Golfkrieg einer Gehirnwäsche unterzogen wurde, in deren Verlauf Marco und Raymond unter anderem auf Befehl zwei Kameraden töteten. Allen wurde eingeredet, Raymond Shaw hätte die Überlebenden aus dem Hinterhalt gerettet. Jeder von der Gehirnwäsche Manipulierte kann durch eine bestimmte Wortfolge willenlos gemacht und zur Ausführung von Befehlen gebracht werden.
Eleanor Shaw hat sich mit der internationalen Private-Equity-Gesellschaft Manchurian Global verbündet, die über investierte Milliardenbeträge die Kontrolle über zahlreiche Hochtechnologie-Firmen, Waffenhersteller und Armeeausrüster besitzt und aus Angst, Chaos und Krieg finanziellen Profit schlägt. Eleanor und der Konzern wollen nun über Raymond einen von ihnen kontrollierten Präsidenten ins Weiße Haus bringen und so die politische Macht im Land sichern.
Marco entdeckt bei sich ein Implantat unter der Haut und entfernt es. Er versucht auch Raymond davon zu überzeugen, dass sie manipuliert wurden. Doch dieser glaubt ihm nicht. Erst als Marco den Senator Jordan überzeugen kann, kommen Raymond Zweifel. Eleanor Shaw befiehlt daraufhin ihrem Sohn den Mord an dem Senator. Er ertränkt den in einem Kanu sitzenden Jordan und zur Vertuschung der Tat auch dessen Tochter. Diese wird von Shaw bis zur Bewusstlosigkeit unter Wasser gehalten, während Jordan in seinem Kanu umgedreht wird. Dabei erliegt auch er schließlich seinem Luftmangel. Marco findet heraus, dass seine scheinbar zufällige Bekanntschaft Rosie tatsächlich vom FBI ist und ihn überwachen soll. Auch das FBI ermittelt in dem Fall seit einiger Zeit und hat im Körper des inzwischen verstorbenen Al Melvin ein Implantat entdeckt.
Marco und Raymond können sich am Wahltag kurz treffen. Raymond gibt Marco seine Medal of Honor, da er inzwischen der Meinung ist, er habe sie nicht verdient, und sagt Marco zum Abschied: „Ich bin der Feind.“ Raymonds Mutter steuert nicht nur ihren Sohn, sondern auch Marco. Dieser soll den neugewählten Präsidenten ermorden, damit Raymond als Vizepräsident dessen Posten übernehmen kann, und sich danach selbst töten. Obwohl unter dem Einfluss der Gehirnwäsche, können beide kurzzeitig von ihren Befehlen abweichen: Raymond stellt sich nicht auf den für ihn vorgesehenen Platz und holt zudem seine Mutter zu sich, die er eng umarmt. Er zwinkert in die Richtung des mit einem Scharfschützengewehr versteckten Marco, und dieser scheint zu verstehen und erschießt mit einem Schuss Raymond und Eleanor Shaw anstelle des Präsidenten.
Unmittelbar danach kann Rosie Marcos befohlenen Suizid verhindern, indem sie ihn anschießt. Die Beteiligung von Marco an der Tat wird vom FBI geheim gehalten, das stattdessen einen Klaus Bachmann als Attentäter vorschiebt. Dieser war Mitarbeiter einer Tochtergesellschaft von Manchurian Global, ebenso wie Laurent Tokar, der als ziviler Mitarbeiter bei den US-Truppen in Kuwait die Soldaten damals in den Hinterhalt führte und seitdem als verschollen galt. Am Ende kann man auch die abgelegene Insel mit den inzwischen zerstörten Gebäuden ausfindig machen, wo Marco und die anderen der Gehirnwäsche unterzogen wurden. Dort legt Marco auf ein Foto von Raymond die Medal of Honor nieder.

## Hintergrund
- In der Originalversion ging die Gehirnwäsche von Kommunisten aus der Mandschurei aus. Die englische Bezeichnung für das im Nordosten von China gelegene Gebiet lautet Manchuria – daher der Titelname.
- In einem Interview begründete Regisseur Jonathan Demme die grundlegende Änderung in der Neuverfilmung mit den Worten: „Der Ausgangspunkt war: Wer stellt heute eine Weltbedrohung dar? In den Fünfzigern, als Richard Condons Roman entstand, war das vielleicht der Kommunismus, heute sind es Großkonzerne, die internationale Konflikte schüren“. Zu möglichen Anspielungen auf reale Politiker meinte er: „Ein Satz wie ‚Sie sind der erste Vizepräsident der USA, der voll und ganz einer anderen Interessensgruppe angehört.‘ passt doch genau auf Dick Cheney.“[3]
- Laut Autor Daniel Pyne entstand das Drehbuch mit den vom Krieg profitierenden Zivilunternehmen, lange bevor Firmen wie Halliburton oder die Carlyle Group in die Schlagzeilen gerieten und das Thema die Öffentlichkeit erreichte.[4]
- Mitproduzentin Tina Sinatra ist die Tochter von Frank Sinatra, der in der Verfilmung von 1962 auch die Hauptrolle des Bennett Marco spielte. Von ihrem Vater erbte sie die Vertriebsrechte an dem Film, die jener gemeinsam mit United Artists besaß.
- Wyclef Jean nahm für die Filmmusik eine Neufassung des Titels Fortunate Son auf, den John Fogerty 1969 als Protest gegen den Vietnamkrieg schrieb.
- Die Dreharbeiten fanden von September bis Dezember 2003 in den USA statt. Die Produktionskosten wurden auf rund 80 Millionen US-Dollar geschätzt. Der Film spielte in den Kinos weltweit rund 96 Millionen US-Dollar ein, davon rund 66 Millionen US-Dollar in den USA und rund 2,5 Millionen US-Dollar in Deutschland.
- Kinostart in den USA war am 30. Juli 2004, in Deutschland am 11. November 2004.

### Unterschiede zur Verfilmung von 1962
- An die Stelle des Koreakriegs tritt nun der Golfkrieg.
- Die ehemals fremden, kommunistischen Feinde sind nun Einheimische aus dem Establishment in Verbindung mit einem kapitalistischen Unternehmen.
- Aus dem zuvor namensgebenden Feindgebiet der Mandschurei wurde das Unternehmen Manchurian Global.
- Senator Jordan und seine Tochter werden von Raymond im See ertränkt und nicht in der Wohnung erschossen.
- Vizepräsidentschaftskandidat war der neue Mann von Shaws Mutter Eleanor, in der Version von 2004 ist es Raymond Shaw selbst.
- Auslöser für das Befolgen der Befehle war im damaligen Film eine Spielkarte (Karo Dame), hier ist es eine Wortfolge.

## Kritiken
- „Ein spannend konstruierter Thriller, dessen brisante politische Allegorien ihn auf seine Weise in die Nachbarschaft […] ähnlicher regimekritischer Filme rücken.“[5]
- „Manchurian Global heißt der Investmentfonds, der mit Shaw einen Vizepräsidenten an die Macht bringen will, der nur Firmeninteressen vertritt. […] Erweitert wird dieses Komplott noch um ein diffuses Gefühl der Bedrohung, das unverkennbar ein Post-9/11-Syndrom ist. Ohne die Terrorgefahr direkt ins Bild zu setzen, kreiert Demme eine Atmosphäre des virtuellen Ausnahmezustands. Radiostimmen aus dem Off, Inserts von Zeitungsschlagzeilen, Laufzeilen in Fernsehnachrichten erzählen von einer medialen Kultur der Angst. Sie ist die andere Seite einer Kontrollgesellschaft, in der alles verdächtig ist und jeder überwacht werden muss.“[6]
- „Demme wendet das Terrormotiv in eine Kapitalismus-Kritik: Es sind die Global Players, die mit Geld die Demokratie zerstören. Doch dies gelingt nur durch den moralischen Rigorismus einer politischen Klasse, der im Kampf um die ‚richtigen‘ Werte jedes Mittel recht ist. ‚Ich werde alles tun, um Amerika vor seinen Feinden zu beschützen‘, sagt Senatorin Hanson, und es ist diese Verklammerung von Ideologie und Ökonomie, von Wirtschaft, Politik und Moral, die den Manchurian-Kandidaten so bedrohlich macht.“[7]
- „Der Schweigen der Lämmer-Regisseur Demme findet wieder zur Leichtigkeit seiner frühen Filme, mit der er Paranoia-Thrill aus der kleinsten Geste hervorzaubert. Da genügt das maskenhafte Androiden-Lächeln des künftigen Vizepräsidenten der USA und, beängstigender noch, der erhobene Zeigefinger seiner karrieregeilen Mutter (großartig: Meryl Streep), die darauf besteht, dass auch in der schönen, neuen Welt der Ödipuskomplex seine Wirksamkeit behalten soll. Ein Film, den manche für subversiver und politisch aufregender halten als Michael Moores Fahrenheit 9/11.“[8]

## Auszeichnungen
- Saturn Award 2005:
  - Nominierung als Bester Action-/Adventure-/Thriller-Film
  - Nominierung für Liev Schreiber als Bester Nebendarsteller
  - Nominierung für Meryl Streep als Beste Nebendarstellerin
- British Academy Film Awards 2005: Nominierung für Meryl Streep in der Kategorie Beste Nebendarstellerin.
- Golden Globe Awards 2005: Nominierung für Meryl Streep in der Kategorie Beste Nebendarstellerin.